# 大康镇
大康镇，是中华人民共和国四川省绵阳市江油市下辖的一个乡镇级行政单位。

## 行政区划
大康镇下辖以下地区：
匡山社区、官渡村、旧县村、星火村、因明村、下庄坝村、旱丰村、水口庙村和前锋村。